# فرودگاه بین‌المللی سنت کاترین
فرودگاه بین‌المللی سنت کاترین (به انگلیسی: St. Catherine International Airport) یک فرودگاه همگانی با کد یاتا SKV است که یک باند فرود آسفالت دارد و طول باند آن ۲۱۱۵ متر است. این فرودگاه در کشور مصر قرار دارد و در ارتفاع ۱۳۳۱ متری از سطح دریا واقع شده است.